# شهرستان‌های عراق
شهرستان‌های عراق (عربی: أقضیة العراق)

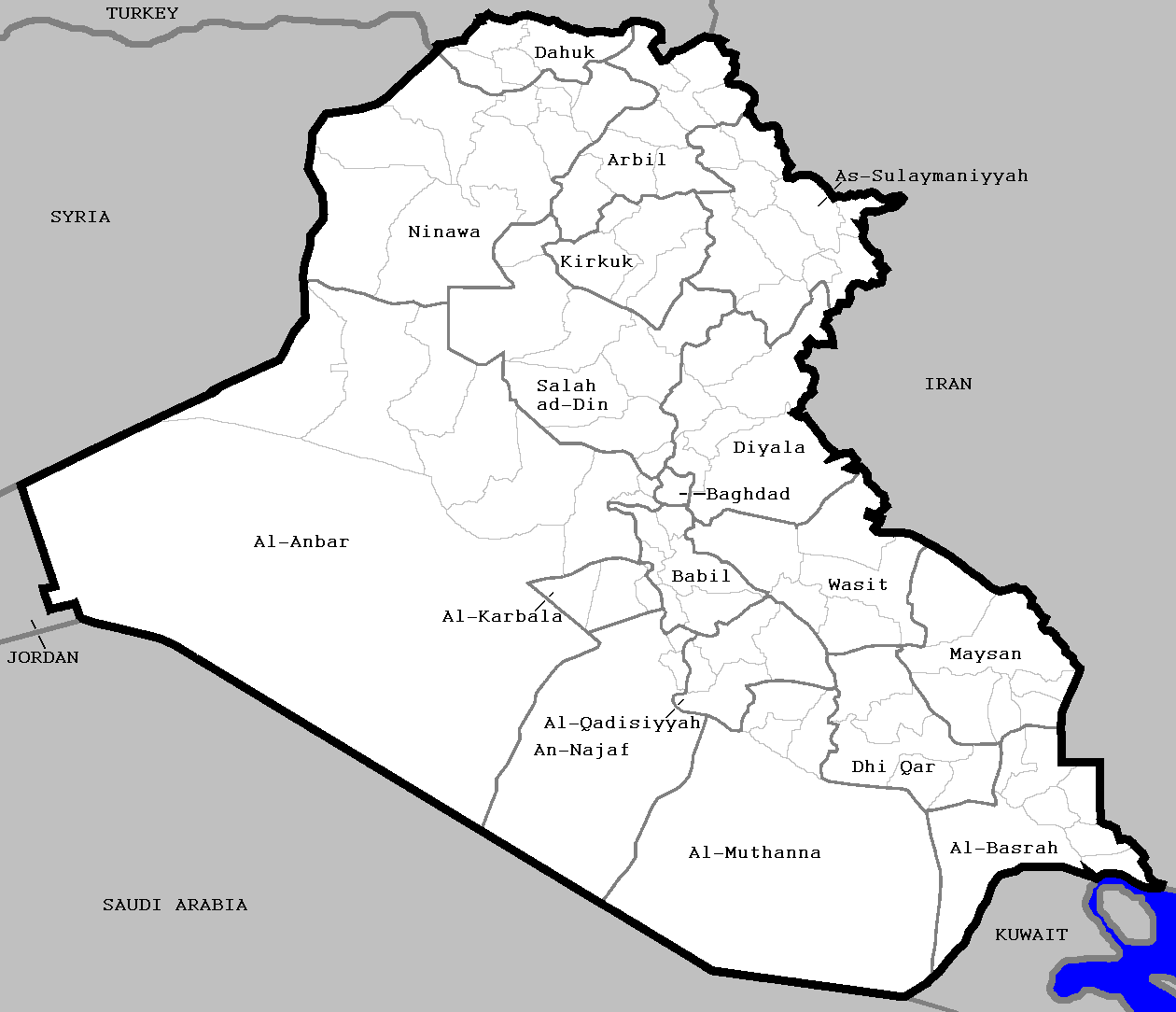

کشور عراق به ۱۹ استان و ۱۲۰ شهرستان تقسیم شده است

## استان صلاح‌الدین

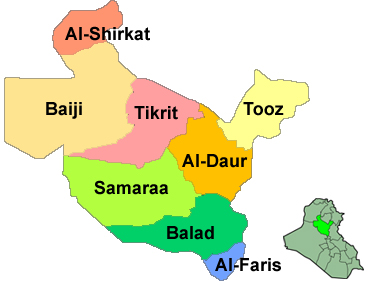

## نگارخانه

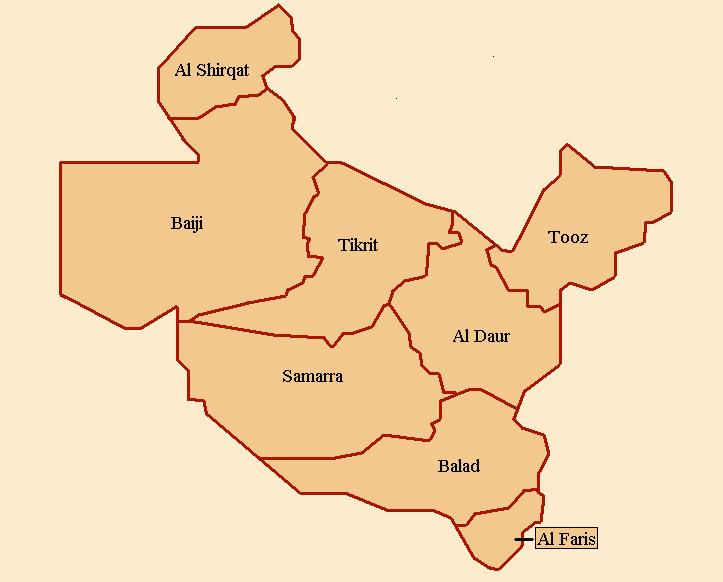

## استان اربیل
- شهرستان چومان
- شهرستان کوی‌سنجق
- شهرستان مخمور

## استان انبار
- شهرستان هیت
- شهرستان رمادی
- شهرستان فلوجه
- شهرستان عانه
- شهرستان رطبه
- شهرستان حدیثه

## استان بابل
- شهرستان حله
- شهرستان محاویل
- شهرستان هاشمیه
- شهرستان مسیب

## استان بصره

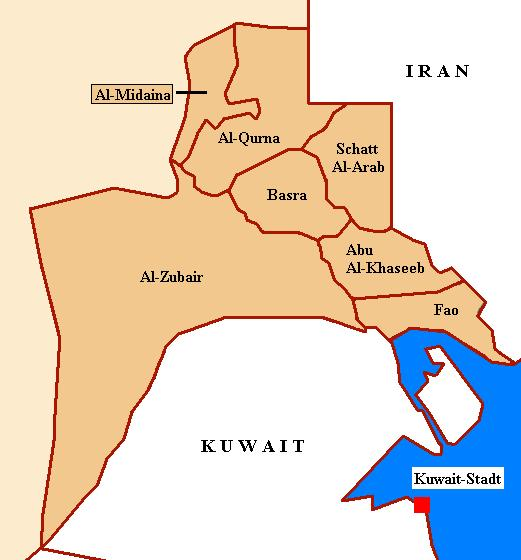

- شهرستان قرنه
- شهرستان زبیر، عراق
- شهرستان بصره
- شهرستان شط العرب

## استان دهوک

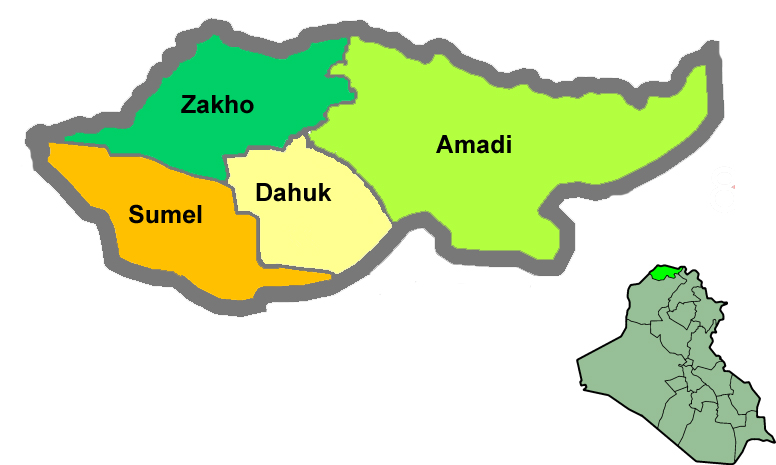

- شهرستان دهوک
- شهرستان زاخو
- شهرستان سمیل
- شهرستان عقره
- شهرستان عمادیه

## استان سلیمانیه
- شهرستان پنجوین
- شهرستان پشدر
- شهرستان چمچمال
- شهرستان قره داغ

## استان قادسیه
- شهرستان حمزه
- شهرستان دیوانیه

## استان کربلا

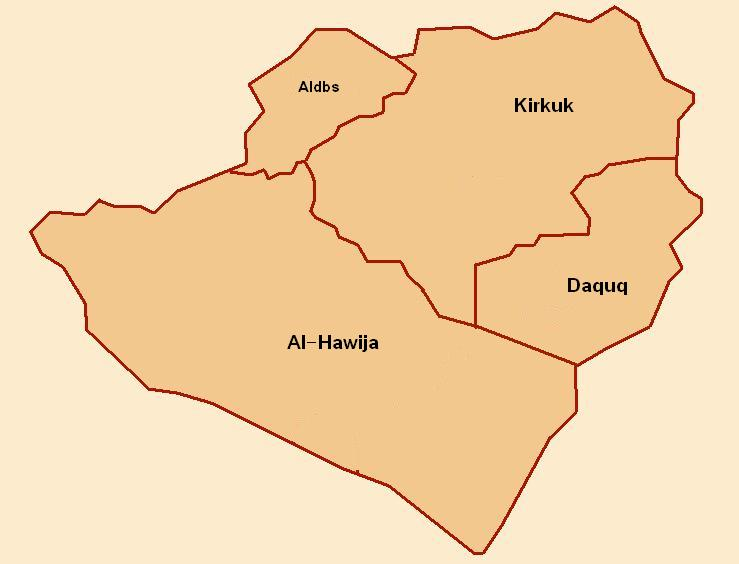

- شهرستان کربلا
- شهرستان هندیه
- شهرستان عین التمر

## استان کرکوک
- شهرستان حویجه
- شهرستان کرکوک
- شهرستان داقوق

## استان مثنی

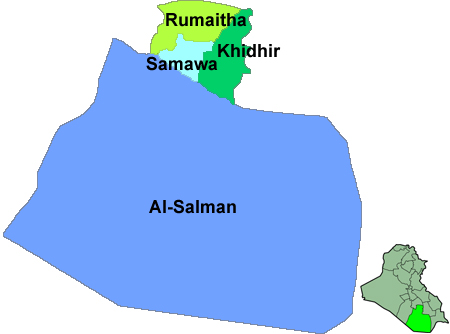

- شهرستان سماوه
- شهرستان سلمان

## استان میسان
- شهرستان علی الغربی
- شهرستان العماره

العماره
زینبیه
- شهرستان الکحلا
- شهرستان المیمونه
- شهرستان المجر الکبیر

- شهرستان قلعه صالح

## استان نینوا

- شهرستان تلکیف
- شهرستان سنجار
- شهرستان شیخان

## استان نجف
- شهرستان نجف
- شهرستان کوفه
- شهرستان المناذره